# Municipio de Erie Goodman
El municipio de Erie Goodman (en inglés: Erie Goodman Township) es un municipio ubicado en el condado de McDonald en el estado estadounidense de Misuri. En el año 2010 tenía una población de 2207 habitantes y una densidad poblacional de 47,78 personas por km².

## Geografía
El municipio de Erie Goodman se encuentra ubicado en las coordenadas 36°43′39″N 94°23′45″O / 36.72750, -94.39583. Según la Oficina del Censo de los Estados Unidos, el municipio tiene una superficie total de 46.19 km², de la cual 46.19 km² corresponden a tierra firme y (0%) 0 km² es agua.

## Demografía
Según el censo de 2010, había 2207 personas residiendo en el municipio de Erie Goodman. La densidad de población era de 47,78 hab./km². De los 2207 habitantes, el municipio de Erie Goodman estaba compuesto por el 88.67% blancos, el 0.23% eran afroamericanos, el 2.99% eran amerindios, el 0.95% eran asiáticos, el 1.99% eran isleños del Pacífico, el 1.99% eran de otras razas y el 3.17% pertenecían a dos o más razas. Del total de la población el 3.44% eran hispanos o latinos de cualquier raza.